# Люцифериане
Люцифериа́не (лат. Luciferiani) — приверженцы епископа Люцифера из Кальяри (остров Сардиния); христианский раскол конца IV века, распространившийся в Италии, Испании, Галлии и Африке; противники ариан.
С точки зрения Аврелия Августина (IV—V в.) были ересью западного происхождения и заняли 81-е место в его списке ересей лат. «De Hæresibus ad Quodvuldeus. Liber unus» («Ереси, попущением Бога, в одной книге»).
Люцифер Каларийский был приверженцем клеймившего арианство св. Афанасия, за что около 355 года императором Констанцием был отправлен в ссылку. Семь лет спустя, когда Александрийский собор 362 года обещал возвращение епископских кафедр раскаявшимися арианам, Люцифер в знак протеста отделился от церкви. Он умер в 371 году схизматиком (отлучённым), но его приверженцы в Сардинии сделали из него местночтимого святого.
Труды Люцифера Каларийского были изданы в издательстве «Hartel» («Corp. scriptorum ecclesiat. lat.», т. XIV, Берлин, 1886).